# Ighil Azem
Pour les articles homonymes, voir Azem.
 (juillet 2014).
Ighil Azem est un village qui se trouve en Algérie (Kabylie) situé entre Michlet et Tazmalt.

## Communes limitrophes
|             | Montagnes de Djurdjura |                 |
| M'Chedallah | Ighil Azem             | Beni Mellikeche |
|             | Fleuve Soummam         |                 |